# San Miguel de Lillo
‘’’San Miguel de Lillo’’’, znana tudi kot ‘’’San Miguel de Liño’’’, je predromanska palačna kapela, posvečena nadangelu Mihaelu ob vznožju Monte Naranco, tri kilometre severozahodno od Ovieda, glavnega mesta avtonomne skupnosti Asturija. Kapela je bila - podobno kot cerkev Santa María del Naranco - zgrajena pod asturskim kraljem Ramirom I. (vladal 842-850) sredi 9. stoletja kot del kompleksa palače.
Leta 1985 sta bili obe stavbi skupaj s cerkvijo Santa Cristina de Lena vključeni na seznam kulturnih spomenikov Unesca kot Monumentos de Oviedo y del Reino de Asturias (Spomeniki Ovieda in Kraljevine Asturije). Ta seznam je bil leta 1998 razširjen na cerkev San Julián de los Prados, Santa Cámara v stolnici San Salvador in fontano La Foncalada v Oviedu.

## Zgodovina
Cerkev San Miguel de Lillo je bila leta 848 posvečena Mariji, v skladu s posvetilnim napisom na oltarni menzi v Arheološkem muzeju v Asturiji (Museo Arqueológico de Asturias) v Oviedu. V njem sta se Ramiro in njegova žena Paterna poimenovala kot graditelja, datum posvetitve cerkve pa je deveti dan julijskega koledarja leta 886 v španski dobi, kar ustreza 23. juniju 848 našega štetja. Kronike iz 9. stoletja so poudarjale lepoto in popolnost Cerkve za razliko od katere koli druge v Španiji. Kot arhitekturno novost so omenili, da so namesto slopovuporabljali stebre in da prostori niso imeli lesenih stropov, ampak so bili obokani s kamnom in ne z opeko.
Potem ko je cerkev v 12. ali 13. stoletju močno poškodoval plaz, je danes ohranjena le tretjina nekdanje triladijske stavbe in sicer zahodna veranda z vhodnim portalom in prvo obočno polo ladje. Stavba se je v naslednjih stoletjih spreminjala z dozidavami in obnovami. Prvi obnovitveni ukrepi so bili izvedeni sredi 19. stoletja.

## Arhitektura
Zunanje stene cerkve iz lomljenega kamna in klesancev so bile prvotno ometane. Strukturirane so s kaneliranimi oporniki. Na zahodni verandi je v prvem nadstropju empora, ki jo je mogoče ločiti z zaveso. Lesena konzola, na katero je bila pritrjena zavesa, je še vedno na svojem mestu. Vsi deli prostora imajo banjaste oboke. V vzdolžni smeri enajst metrov visoke osrednje ladje sloni na arkadah z dvignjenimi okroglimi loki in masivnimi, 3,60 metra visokimi stebri s premerom 60 centimetrov. Stranski ladji sta pokriti s prečnimi polkrožnimi oboki, ki, ker ne pritiskajo na severno in južno steno, omogočajo velike okenske odprtine.

## Okna
Presenetljive so številne okenske odprtine, od katerih so štiri ohranile prvotne sheme. Posebno pozornost si zasluži 1,80 metra visoko in 90 centimetrov široko obokano okno, katerega polnilo je iz monolitnega apnenca. Uokvirjeno je z dvojno rozeto in razdeljeno na dve področji. Spodnji del sestavlja trojna arkada s spiralno okrašenimi stebri in korintskimi kapiteli. V zgornjem delu so prepleteni krogi.
- Okno z rešetko
- Okno z rešetko
- Okroglo okno

## Kiparski okras
Stebri imajo okrnjene piramidalne kapitele s prekladami in geometrijskimi vzorci. Nenavadno velike baze stebrov so narejene iz enega kosa apnenca in imajo stransko dolžino 80 centimetrov. Preklade tvorijo tri arkade, pod katerimi so predstavljeni ljudje s knjigami v rokah, ki so interpretirani kot štirje evangelisti s svojimi simboli. Dve 1,80 metra visoki apnenčasti plošči na vhodnih portalih izhajata iz časa izgradnje cerkve. Razdeljene so na tri polja in obdane z okvirjem iz raku in cvetnih listov. Zgornji in spodnji prizor prikazujeta sedečega rimskega konzula v spremstvu dveh sodnih uradnikov. V levi roki drži žezlo, v desni pa karto, krpo, ki so jo vrgli v areno v znak začetka cirkuških iger. Srednji prizor prikazuje akrobata, ki balansira z rokami na palici, leva in moškega z bičem. Domneva se, da je vzor za te reliefne plošče bizantinski diptih iz slonovine iz leta 506, ki prikazuje konzula Aerobindusa in cirkuške prizore, od katerih je ena v Ermitažu v Sankt Peterburgu in ena v pariškem Musée Clunyju. Venec in obokani profili so oblikovani kot pasovi, galerijski loki so okrašeni z rozetami ali diamantnimi frizi, v katere so vpisani cvetni listi in sončna kolesa.

## Stenske poslikave
Od takrat, ko je bila cerkev zgrajena, so se ohranili ostanki stenskih slik, zlasti v južni stranski ladji, ki prikazujejo sedečo postavo in igralca na lutnjo.

## Galerija
- Stranski pogled, San Miguel de Lillo
- Tloris, San Miguel de Lillo
- Vzhodna fasada, San Miguel de Lillo
- Pogled z juga